# Scarodytes pederzanii
Scarodytes pederzanii là một loài bọ cánh cứng trong họ Bọ nước. Loài này được Angelini miêu tả khoa học năm 1973.